# ФК Скънторп Юнайтед
ФК Скънторп Юнайтед (на английски: Scunthorpe United F.C.) е английски футболен клуб от град Скънторп, Северен Линкълншър, Йоркшър и Хъмбър, Североизточна Англия. От края на сезон 2010 – 11 играе в третото ниво на английския футбол – Първа лига.
Домашният екип на отбора е бил в бордо и синьо. Мачовете си играе на стадион „Гланфорд Парк“ от 1988. „Гримсби Таун“, Хъл Сити, Донкастър Роувърс и Линкълн Сити са най-големите противници на „Скънторп“.
Отборът е основан през 1899 и е професионален от 1912. Към „Футболната лига“ се присъединява през 1950. Клубът печели промоция във Втора дивизия през 1958 и остава там до 1964. Почти през цялата си история прекарва в най-долното ниво на „Футболната лига“. Повечето успехи на „Скънторп“ са в близкото минало. Печели промоция за Втора лига през 2005 и прекарва 3 от 5 последни сезона във второто ниво – Чемпиъншип. През 2011 изпадат в Първа лига, след като завършват на последно място.
Най-известните футболисти играли в клуба са Кевин Кигън (през 1967 г., когато е само на шестнадесет години – негов дебют в професионалния футбол) – двукратен носител на Златната топка (като играч на германския Хамбургер "ШФ) през 1978 и 79 г. и Рей Клемънс – носител на Купата на шампионите с Ливърпул през 1976 – 77, 1977 – 78 и 1980 – 81 г. и носител на Купата на УЕФА – през 1972 – 73, 1975 – 76 г. с Ливърпул и 1983 – 84 г. с Тотнъм.
В последно време от академията излизат много добри нападатели, продадени за седемцифрени суми. Някои от тях са Били Шарп, Мартин Патерсън и Гари Хупър. „Скънторп“ са и един от трите отбора във „Футболната лига“, които нямат дебити.

## Позиции във Футболната лига
- Второ ниво: 1958 – 1964, 2007 – 2008, 2009 – 2011

- Трето ниво: 1950 – 1958, 1964 – 1968, 1972 – 1973, 1983 – 1984, 1999 – 2000, 2005 – 2007, 2008 – 2009, 2011–

- Четвърто ниво: 1968 – 1972, 1973 – 1983, 1984 – 1999, 2000 – 2005

## Постижения
- Трета дивизия – Север
  - Шампиони (1): 1957 – 58
- Четвърта дивизия
  - Спечелили промоция (2): 1971 – 72, 1982 – 83
- Трета дивизия
  - Победител в плей-офф (1): 1998 – 99
- Втора лига
  - Втори (1): 2004 – 05
- Първа лига
  - Шампион (1): 2006 – 07 / Победител в плей-офф (1): 2008 – 09